# جام ملت‌های زنان آسیا ۲۰۰۳
جام ملت‌های زنان آسیا ۲۰۰۳ چهاردهمین دوره رقابت‌های فوتبال جام ملت‌های زنان آسیا بود که توسط ای‌اف‌سی و به میزبانی کشور تایلند برگزار شد.

## تیم‌های راه‌یافته
- ۱۴ تیم راه‌یافته به جام ملت‌های زنان آسیا ۲۰۰۳:
- سنگاپور
- کرهٔ شمالی
- چین
- کرهٔ جنوبی
- ژاپن
- تایلند
- ویتنام
- تایوان
- برمه
- ازبکستان
- گوآم
- هند
- فیلیپین
- هنگ کنگ